# Limonia interjecta
Limonia interjecta là một loài ruồi trong họ Limoniidae. Chúng phân bố ở miền Cổ bắc.